# 蒋州 (隋朝)
蒋州，隋朝时设置的州。

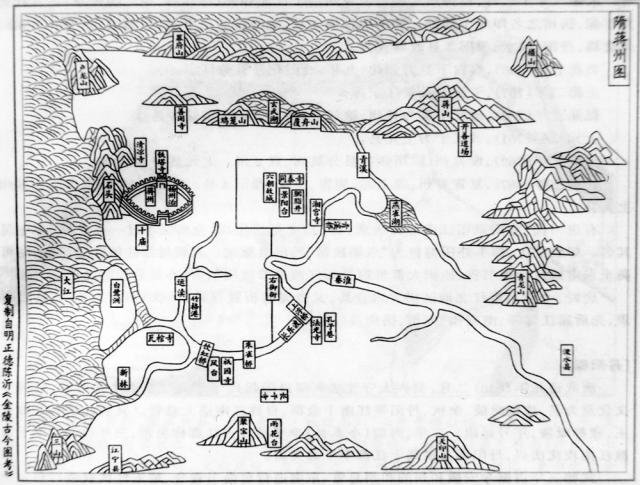
隋朝蒋州城图

开皇九年（589年）改扬州置，治所在石头城（今江苏南京市清凉山）。以蒋山得名。辖境相当今江苏省南京、溧水、溧阳、高淳等市县及安徽省芜湖、马鞍山两市和当涂等县地。大业初改为丹阳郡。唐朝武德三年（620年）又改扬州，治所在上元县（今江苏南京市），七年改名蒋州，下辖归化县、溧水县、丹阳县、溧阳县、安业县。次年又改扬州。
蒋州刺史
- 韩洪（开皇年间）
- 张煚（开皇年间）
- 郭衍（开皇末年）
- 卢祖尚（624年）